# Нордман, Эдуард Болеславович
Эдуард Болеславович Нордман (23 февраля 1922, Речица — 13 марта 2006, Москва) — советский военный и государственный деятель. Участник первого партизанского боя в истории Великой Отечественной войны.

## Биография
Родился в 1922 году в Речице. Белорус. После смерти отца в 1930 году в детском доме, затем воспитывался в колхозной семье. С 1937 года учился в техникуме, подрабатывал на разгрузке вагонов. С 1939 года старший пионервожатый в школе, с 1940 года на комсомольской работе: инструктор, заведующий отделом райкома комсомола в Пинске и Телеханах.
С 1941 года в партизанском отряде В. З. Коржа: рядовой, командир отделения разведки, помощник комиссара отряда, помощник комиссара партизанской бригады им. Молотова по комсомолу. Одновременно с июля 1941 года секретарь и член Пинского подпольного обкома комсомола. Участвовал в подрыве бронепоезда и девяти немецких воинских эшелонов. Зимой 1941—1942 гг. командовал группой разведчиков в рейде по районам Минской, Пинской и Полесской областей. После соединения бригады с советскими войсками в конце марта 1944 года с группой из 70 человек остался в тылу врага.
После освобождения Белоруссии 1-й секретарь Пинского горкома комсомола, с октября 1944 года — помощник 1-го секретаря Пинского горкома КП(б) Белоруссии, с октября 1946 года слушатель Республиканской партийной школы при ЦК КП(б) Белоруссии, после её окончания в октябре 1948 года — помощник 1-го секретаря и заведующий организационным отделом Пинского обкома КП(б) Белоруссии, с 1950 года — 1-й секретарь Телеханского райкома КП Белоруссии. В сентябре 1955 года направлен на учебу в Высшую партийную школу при ЦК КПСС.
С 20 сентября 1958 года в органах госбезопасности: начальник 4-го Управления КГБ при СМ Белорусской ССР, начальник УКГБ при СМ Белорусской ССР по Минской области, заместитель начальника Службы № 1 2-го Главного управления КГБ при СМ СССР, начальник УКГБ по Ставропольскому краю, председатель КГБ при СМ Узбекской ССР. Не сработавшись с тогдашним главой республики Шарафом Рашидовым, отозван в Москву и назначен старшим офицером связи при окружном УМГБ ГДР в Эрфурте, затем заместитель председателя Госкомитета СССР по иностранному туризму.
С 1992 года на пенсии. Генерал-майор (1969). Награждён многими орденами и медалями, в том числе высшим военным орденом Польши — Золотым Крестом «Виртути милитари».
Депутат Верховного Совета СССР в 1974—1979 гг.
Почётный гражданин города Пинска (1980). Его именем названа улица.
Умер в Москве в 2006 году.
Автор публикаций, посвященных истории партизанского движения в Белоруссии: «Никогда не забудем!» (1961), «1119 дней в тылу врага» (1986) и др. Книга «Штрихи к портретам: генерал КГБ рассказывает» (2002).

## Семья
Супруга — Федоренко Ольга Александровна (1922 г. р.), участница Великой Отечественной войны. Дочери: Светлана Эдуардовна (1945 г. р.), по профессии биолог; Галина Эдуардовна (1948 г. р.), врач-кардиолог.